# Горковское сельское поселение (Архангельская область)
Горковское сельское поселение или муниципальное образование «Горковское» или Горковский территориальный отдел — упразднённое муниципальное образование со статусом сельского поселения в Верхнетоемском муниципальном районе Архангельской области России.
Соответствовало административно-территориальной единице в Верхнетоемском районе — Горковский сельсовет.
Административный центр — деревня Согра.
Законом Архангельской области от 26 апреля 2021 года № 413-25-ОЗ с 1 июня 2021 года упразднено в связи с преобразованием Верхнетоемского муниципального района в муниципальный округ.

## География
Горковское сельское поселение находится на севере Верхнетоемского района, бассейне рек Пинега, Лохома, Охтома, Илеша, Кода. На севере граничит с Выйским сельским поселением.

## История
Муниципальное образование было образовано в 2006 году.

## Население
| 1970  | 1979  | 1992  | 2001  | 2002  | 2003  |
| ----- | ----- | ----- | ----- | ----- | ----- |
| 3926  | ↘3328 | ↘3182 | ↘2878 | ↘2828 | ↘2745 |
| 2004  | 2005  | 2009  | 2010  | 2011  | 2012  |
| ↘2557 | ↘2304 | ↘2151 | ↘1927 | ↗2077 | ↘1813 |
| 2013  | 2014  | 2015  | 2016  | 2017  | 2018  |
| ↘1716 | ↘1610 | ↘1575 | ↘1499 | ↘1443 | ↘1387 |
| 2019  | 2020  | 2021  |       |       |       |
| ↘1324 | ↘1290 | ↘1227 |       |       |       |

## Населённые пункты
- Белореченский
- Бор
- Вадюга
- Великая
- Волыново
- Горка
- Ефимово
- Керас
- Кода
- Красная
- Ламбас
- Лохома
- Машканово
- Палова
- Пахомово
- Пурышевская
- Ручей
- Сарчема
- Согра

### Карты
- Лист карты P-38-55,56 Ламбас. Масштаб: 1 : 100 000. Состояние местности на 1984 год. Издание 1988 г.
- Лист карты P-38-45,46 Согра. Масштаб: 1 : 100 000. Состояние местности на 1984 год. Издание 1990 г.
- Лист карты P-38-57,58 Красная. Масштаб: 1 : 100 000. Состояние местности на 1984 год. Издание 1990 г.